# Асан-Нури, Асан Абдуллаевич
Асан Абдулаевич Асан-Нури́ (также Асан-Нури Абдулла оглы (Асан-Нури А.О.), 1912—1978) — советский инженер и учёный-нефтяник крымскотатарского происхождения, организатор и руководитель советской нефтяной промышленности, доктор технических наук, профессор. Лауреат двух Сталинских премий и одной Государственной премии СССР.

## Биография
Родился в 1912 году в деревне Гавро (ныне Плотинное, Ялтинский уезд (ныне Бахчисарайский район), Крым). Мать умерла через год. Отец вернулся инвалидом с Первой мировой войны, а в 1921 году его разбил паралич и он лежал в таком состоянии до 1942 года.
Окончил 8 классов Симферопольской школы (1930) и как успешного ученика его направили учиться на рабфак в Баку, после которого с 1931 года он учился в Азербайджанском индустриальном институте, который он окончил в 1936 по специальности «инженер-конструктор».
С 1936 по 1940 год работал в тресте «Азнефтепроект» (Баку), где прошёл следующие ступеньки должностей — инженером, старшим инженером, главным инженером проектов.
В 1940 его перевели на работу главным инженером проектов «Нефтемашпроекта» (Москва).
С 1942 (по 1957) его перевели на работу в головной аппарат Наркомата (министерства) нефтяной промышленности, где работал на следующих должностях: зам. начальника спецтехгруппы Наркомнефти; начальник отдела, зам. начальника Технического управления Миннефтепромвостока; первый зам. начальника Главморнефти Миннефтепрома СССР.
В 1944 году его не депортировали в Казахстан как крымского татарина в связи с тем, что за него заступились Н. С. Тимофеев и народный комиссар нефтяной промышленности СССР Н. К. Байбаков и отстояли его перед народным комиссаром внутренних дел СССР Лаврентием Берией.
В 1946 году завершил обучение в заочной аспирантуре Московского нефтяного института имени И. М. Губкина и защитил диссертацию кандидата технических наук по теме «Восстановление нефтяных скважин в Грозненском и Краснодарском нефтяных районах, ликвидированных в связи с военными действиями при эвакуации этих районов». 
Также в 1946 году он был награждён (в соавторстве) Сталинской премией «за разработку конструкции и методов скоростного строительства вышек для бурения нефтяных скважин на суше и на море». (За это были награждены совместно Рагинский, Борис Александрович, Асан-Нури, Абдулла оглы, Тимофеев, Николай Степанович, Кершенбаум, Яков Маркович, инженеры НКНП СССР, Сафаров, Юсуф Али Гули, гл. инженер треста морского бурения Азнефть.)
В 1947 г. была построена первая в мире эстакада на морском месторождении. Эстакада была построена в районе Изберга и разработана была группой советских учёных, в состав которой входил А. О. Асан-Нури. Также, кроме А. О. Асан-Нури, в эту группу разработчиков входили Б. А. Рагинский, Н. С. Тимофеев, Е. Н. Крылов и Н. В. Озеров. Внедрение разработанных ими морских эстакад и методов их высокопроизводительного возведения имело огромное значение для ускоренного освоения нефтяных и газовых месторождений, расположенных в море. В 1949 году ещё раз был награждён Сталинской премией «за разработку эстакадного метода для морских нефтепромыслов». (За это были награждены совместно Рагинский, Борис Александрович, руководитель работы, Тимофеев, Николай Степанович, Асан-Нури Абдулла оглы, инженер МНП СССР, Крылов, Евгений Николаевич, инженер ВНИИГиМ, Озеров, Николай Васильевич, доцент МИИТ).
С 1957 по 1960 год работал в Госплане РСФСР (начальник подотдела бурения Отдела нефтяной и газовой промышленности Госплана РСФСР), в Госкомитете науки и техники СМ РСФСР (член Государственного научно-технического Комитета СМ РСФСР), в институте «Гипронефтемаш» (главный конструктор — зам. директора Гипронефтемаша).
С 1960 года до конца жизни — директор Всесоюзного научно-исследовательского института буровой техники. Под его руководством институт превратился в ведущий научный практико-ориентированный центр создания техники и технологии бурения нефтяных и газовых скважин, многие разработки которого применялись в нефтяной, газовой и горно-рудной промышленности. Организовал филиалы и отделы ВНИИБТ (Пермь, Баку, Ивано-Франковск, Куйбышев, Грозный, Котово), ряд заводов буровой техники (Панковский экспериментальный завод (в Подмосковье), Котовский завод (в Волгоградской обл.), Поваровский завод и Поваровская экспериментальная базы (в Подмосковье)), что позволило лучше учитывать потребности и особенности производства при разработке техники и технологии бурения, проводить испытания и внедрения разработок в большинстве нефтегазоносных районов страны. К 1970-му году усилиями А. А. Асан-Нури и созданного им коллектива Институт превратился в структуру полного цикла разработок техники и технологии бурения от фундаментальных исследований до серийного производства и массового использования, что можно считать прообразом организации буровой сервисной компании. Были созданы исследовательские комплексы как для изучения поведения пород при бурении, так и для изучения испытаний разрабатываемых техники и технологий бурения. С 1966 года в институте начали готовить аспирантов, а с 1967 года — начал работать диссертационный совет. За период руководства А. А. Асан-Нури институт восемь раз награждался переходящим Красным Знаменем Миннефтепрома и, в конце концов, Знамя оставили на вечное хранение в институте.
В 1968 году защитил диссертацию доктора технических наук.
Работы А. А. Асан-Нури, среди прочего, внесли вклад в исследования и разработку многозаходных винтовых забойных двигателей, в исследование динамики бурильной колонны и буровых процессов, в частности, в решение проблемы борьбы с вибрациями при взаимодействии шарошечного долота с забоем, создали основы современной технологии бурения скважин, организации производства и наметившие пути дальнейшего совершенствования.
Асан-Нури относится к плеяде руководителей советских государственных структур, благодаря которым турбинный метод бурения, турбобуровые техника и технология получили высочайшее развитие в Советском Союзе, что позволило значительно увеличить производительность бурения. А. А. Асан-Нури руководил и принимал непосредственное участие в становлении и совершенствовании разработки, производства и внедрения высококачественных отечественных винтовых забойных двигателей, которые при непосредственном деятельном участии коллектива ВНИИБТ стали высокоэффективным инструментом для бурения и ремонта скважин.
В 1971 году за выполнение планов пятилеток по развитию нефтяной промышленности институт был награждён орденом Трудового Красного Знамени, а директор института А. А. Асан-Нури орденом Октябрьской Революции.
Руководство института, заручившись поддержкой Председателя Госплана СССР Н. К. Байбакова, смогло доказать эффективность применения кустового метода разработки месторождений Западной Сибири, применяя разработанные во ВНИИБТ методы бурения без вращения бурильной колонны. За эффективность деятельности, способствовавшей разработке месторождений Западной Сибири А. А. Асан-Нури был удостоен Государственной премии СССР в 1972 году (за разработку и внедрение комплекса технико-технологических и организационных решений, обеспечивших в сложных природно-климатических условиях высокие темпы разбуривания нефтяных месторождений Западной Сибири и ускоренное создание нового нефтедобывающего района).
Пользовался уважением работников института, на какой бы они карьерной ступеньке ни находились:
```
«… жёсткий, умный человек, для которого благо института стало смыслом его жизни. Это был один из выдающихся нефтяников России. Казалось, его поведение в каждой мелочи было незаурядным. Любой будничный вызов в его кабинет становился для нас важным экзаменом, поскольку мы оказывались один на один с его острым, пронзительным, беспокойным умом, высвечивающим любую глупость собеседника.»
[
11
]

«… умный, исключительно активный, созидатель большого масштаба; очень организованный, аккуратный в делах, твёрдый и неотступный в достижении цели. По-моему, у него была аллергия на тех, кто отвлекал его от работы, кто врал и имитировал деятельность. … Неординарным был человеком, умевшим стойко переносить трудности.»
[
12
]
```

Умер в июне 1978 года. Похоронен в Москве на Армянском кладбище (3 участок).

## Награды и премии
- 1944 — медаль «За трудовую доблесть»
- 1946 — Сталинская премия третьей степени — за разработку конструкции и методов скоростного строительства вышек для бурения нефтяных скважин на суше и на море.[13]
- 1946 — медаль «За трудовое отличие»
- 1948 — орден Трудового Красного Знамени
- 1949 — Сталинская премия третьей степени — за разработку эстакадного метода для морских нефтепромыслов.[14]
- 1966 — орден Ленина
- 1971 — орден Октябрьской революции
- 1971 — медаль «За доблестный труд»
- 1972 — Государственная премия СССР — за разработку и внедрение комплекса технико-технологических и организационных решений, обеспечивших в сложных природно-климатических условиях высокие темпы разбуривания нефтяных месторождений Западной Сибири и ускоренное создание нового нефтедобывающего района.

## Публикации
Автор научных публикаций, среди которых:
| Научные публикации - Тимофеев Н.С., Асан–Нури А.О., Рогинский Б.А. К вопросу о морских нефтепромыслах // «Нефтяное хозяйство» : журнал. — 1945. — № 1. — С. 46—49. - Тимофеев Н. С., Асан-Нури А. О., Рагинский Б. А. К вопросу о морских нефтепромысловых месторождениях // Нефт. хоз-во. — 1945. — № 1. — С. 46-49. - Асан-Нури А. О. О методах и сроках разработки морских нефтяных месторождений — «Нефтяное хозяйство» / 1954 / Июль. - Алиханов Э. Н., Асан-Нури А. О., Кулиев И. П., Мамедов Б. М., Оруджев С. А., Тимофеев Н. С. Морская нефть СССР // «Нефтяное хозяйство» : журнал. — 1964. — № 9—10. — С. 46—51. - Асан-Нури А. О. и др. Бурильные трубы из лёгких сплавов. — М.: Недра, 1964—104. - Asan-Nuri A.O., Maki Y. Discussion: Special paper-innovations in petroleum exploration in the High Arctic. // В сборнике: World Petroleum Congress Proceedings 9. Сер. «9th World Petroleum Congress, WPC 1975» 1975. — С. 323—324. - Асан-Нури А. А., Палий П. А., Геворков Г. С. Предварительные итоги и перспективы применения алмазных долот при бурении на нефть и газ — «Нефтяное хозяйство» / 1966 / Ноябрь. - Асан-Нури А. О., Аронов Ю. А., Васильев Ю. С., Калинин А. Г., Гельфгат Я. А. О кустовом освоении месторождений нефти и газа в Западной Сибири (в порядке обсуждения) — «Нефтяное хозяйство» / 1967 / Февраль. - Оруджев С. А., Асан-Нури А. О., Калинко М. К., Тимофеев Н. С. Проблемы освоения нефтегазовых ресурсов шельфа СССР. — «Нефтяное хозяйство», № 4, 1970, с. 57-61. - Асан-Нури А., Геворков Г., Палий П. Новые разработки: Буровые долота, армирование алмазами СВС, Комплект испытательных инструментов КИИ-65 — «Нефтяное хозяйство» / 1974 / Октябрь. - Асан-Нури А., Ворожбитов М. И. На пути к мантии — «Наука и жизнь». 1976, № 3. - Асан-Нури А. А. (директор ВНИИБТ). Выступление на совещании в Миннефтепроме — «Нефтяное хозяйство» / 1975 / Июнь. - Асан-Нури А. А., Гайворонский А. А., Гельфгат Я. А., Калинин А. Г., Орлов А. В., Гусман М. Т., Константинов Л. П., Мительман Б. И., Липкес М. И. (ВНИИБТ). ВНИИБТ — 25 лет. Интервью с ведущими специалистами института — «Нефтяное хозяйство» / 1978 / Июнь. - Опыт проводки скважин глубиной 4500 м в условиях многолетнемерзлых пород в объединении «Коминефть» / А. О. Асан-Нури, А. В. Орлов, А. В. Полозков, В. Н. Езепенко // Освоение нефтяных и газовых месторождений в условиях севера Западной Сибири и Коми АССР: материалы совещания. — М.: ВНИИОЭНГ, 1980. — С. 13-31. - Победоносцева Н. Н. Способы заканчивания скважин и конструкции нижней части скважин в пластах, представленных устойчивыми породами/Н. Н. Победоносцева, К. А. Асан-Нури//Бурение газовых и газоконденсатных скважин. -ВНИИЭгазпром, 1982. -№ 3. -С. 12-16. |

### Изобретения
Автор изобретений, среди которых:
| Авторские свидетельства - Передвижная мачта для буровых работ. Асан-Нури А. А., Тимофеев Н. С. / Авторское свидетельство 67473 СССР с приоритетом 23.06.1943. - Одноосная прицепная тележка. Асан-Нури А. О., Кершенбаум Я. М., Рагинский Б. А. / Авторское свидетельство 67046 СССР с приоритетом 05.11.1944. - Способ строительства оснований для бурения в море. Тимофеев Н. С., Рагинский Б. А., Асан-нури А. О. / Авторское свидетельство 79113 СССР с приоритетом 10.05.1948. - Устройство для привода глубокого насоса в нефтяных скважинах. Асан-Нури А. О., Кершенбаум Я. М. / Авторское свидетельство 76989 СССР с приоритетом 14.05.1948. - Устройство для погружения трубчатых свай. Асан-Нури А. О. / Авторское свидетельство 86420 СССР с приоритетом 02.03.1949. - Устройство для строительства оснований морских буровых. Асан-Нури А. / Авторское свидетельство 88508 СССР с приоритетом 01.04.1950. - Способ сооружения оснований под морские эстакады для бурения скважин и устройство для его осуществления. Рагинский Б. А., Тимофеев Н. С., Асан-Нури А. О. / Авторское свидетельство 83228 СССР с приоритетом 10.10.1950. - Способ монтажа буровых оснований при эстакадах на морских нефтепромыслах. Рагинский Б. А., Тимофеев Н. С., Асан-Нури А. О. / Авторское свидетельство 92865 СССР с приоритетом 01.01.1951. - Способ ликвидации поглощения промывочной жидкости при бурении скважин. Асан-Нури А. О., Бронзов А. С., Мазур В. П., Межлумов А. О. / Авторское свидетельство 186359 СССР с приоритетом 26.10.1963. - Забойный винтовой гидравлический двигатель. Асан-Нури О. О., Гусман М. Т., Захаров Ю. В., Кочнев А. М., Никомаров С. С. / Авторское свидетельство SU 286502 A1, 10.11.1970. Заявка № 1332336/25-8 от 29.04.1969. - Забойный двигатель. Асан-Нури А., Балденко Д. Ф., Гусман М. Т., Кочнев А. М., Никомаров С. С. / Авторское свидетельство 404928 СССР с приоритетом 19.04.1971. - Погружной насосный агрегат. Асан-Нури А. О., Балденко Д. Ф., Бритвин Л. Н., Гусман М. Т., Кочнев А. М., Никомаров С. С., Пелевин Л. А. / Авторское свидетельство 449174 СССР с приоритетом 26.07.1971. — Бюл. изобр. — 1974. — № 41. - Многозаходный винтовой героторный механизм. Асан-Нури А. А., Балденко Д. Ф., Гусман М. Т. и др. А.с. № 436944, 29.11.1971. |